# Konrad Paul
Konrad Paul (* 1979 in Wernigerode) ist ein deutscher Kirchenmusiker, Organist, Dirigent und Komponist.

## Biografie
Seine erste musikalische Ausbildung erhielt Konrad Paul an der Kirche St. Sylvestri sowie am Landesgymnasium für Musik Wernigerode. Beim Bundeswettbewerb „Jugend musiziert“ in Leipzig gehörte er 1997 zu den Preisträgern. Paul studierte von 1998 bis 2002 an der Musikhochschule Lübeck bei Martin Haselböck und Lorenzo Ghielmi (Orgel) und Gerd Müller-Lorenz (Chorleitung). An dieses Grundstudium in den Fächern Kirchenmusik (mit Abschluss Diplom Kirchenmusik B) und Musikerziehung (mit Abschluss Diplom Musikerziehung) schloss sich von 2002 bis 2006 ein Aufbaustudiengang Kirchenmusik (Diplom Kirchenmusik A) und Dirigieren an der Hochschule für Musik und Theater „Felix Mendelssohn Bartholdy“ Leipzig an. Zu seinen Dozenten gehörten unter anderem Arvid Gast und Georg Christoph Biller. Parallel dazu führte ein Studium bei Gerd Bahner und Michael Köhler in den Jahren 2003 bis 2006 zu einem Abschluss als Kapellmeister.
Während dieser Studienzeit konnte sich Paul durch die Teilnahme an Wettbewerben und Masterclasses spezialisieren, wobei seine Schwerpunkte im Bereich der französischen Orgelliteratur (Meisterkurse bei Marie-Claire Alain, Guy Bovet und Olivier Latry), der historischen Aufführungspraxis (Austria Barock Akademie) und der Orgelimprovisation (Thierry Escaich und Frédéric Blanc) lagen.
Konrad Paul übte das Amt des Organisten an der Pfarrkirche St. Johannis in Wernigerode aus und war interimistisch Universitätsorganist in Leipzig. Im August 2005 übernahm er das Amt des Kantors und Organisten an der Evangelischen Christuskirche in Oberhausen, womit er zugleich Leiter der Evangelischen Singgemeinde Oberhausen wurde. Mit diesem 1932 gegründeten, überregional bekannten Chor arbeitete er auch mit verschiedenen anderen Klangkörpern Nordrhein-Westfalens zusammen, wozu die Philharmonie Ruhr, das Sinfonieorchester Ruhr, das Folkwang Kammerorchester Essen, die Neue Philharmonie Westfalen ebenso gehörten wie das auf historischen Instrumenten des 19. Jahrhunderts musizierende Orchester „RheinKlang“. In seiner Funktion als Chorleiter der Evangelischen Singgemeinde Oberhausen leitete er im Mai 2014 die Uraufführung der Gethsemane-Reflexionen (2014), Sechs lyrische Skizzen von Martin Wistinghausen, dabei wirkte auch das Folkwang Kammerorchester Essen mit.
Bis Ende März 2019 war Paul Kreiskantor des evangelischen Kirchenkreises Oberhausen und in dieser Funktion unter anderem auch Dozent im Rahmen der Ausbildung von C-Kirchenmusikern. Eine rege Konzerttätigkeit führte unter anderem zu Auftritten in Hamburg (St. Michaelis und St. Jacobi), Dresden (Frauenkirche) und Görlitz (St. Peter und Paul, Sonnenorgel). 
Seit April 2019 ist er an der Apostelkirche und als Kreiskantor in Münster tätig.

## Kompositionen
- Kleine Ostpreußische Weihnachtsmusik in acht Sätzen für 2 Flöten, Streicher und dreistimmigen gemischten Chor (SAM). Strube Verlag, München, 2010.
- Nie wieder Krieg. Strube Verlag, München, 2013.
- Das Wunder geschah. Strube Verlag, München, 2017.

## Diskografie
- Die Ladegast-Orgel zu Wernigerode. Konrad Paul spielt romantische Orgelmusik aus Deutschland, Frankreich und Belgien an der Orgel der St.-Johannis-Kirche zu Wernigerode. Motette (Harmonia Mundi), Düsseldorf 2013.